# Teminius insularis
Teminius insularis là một loài nhện trong họ Miturgidae.
Loài này thuộc chi Teminius. Teminius insularis được Hippolyte Lucas miêu tả năm 1857.